# تشاك نيفيت
تشاك نيفيت (بالإنجليزية: Chuck Nevitt)‏ مواليد 13 يونيو 1959 في كورتيز، هو لاعب كرة سلة أمريكي سابق بدأ مسيرته الاحترافية في سنة 1983. تم اختياره من قبل فريق هيوستن روكتس خلال الدرافت. يبلغ طوله 7 قدم 5 بوصة (2.3 م). اعتزل اللعب في 1994.

## المسيرة الاحترافية
لعب مع هيوستن روكتس في سنة 1982، ثم لعب مع لوس أنجلوس ليكرز من سنة 1984 إلى 1986، ثم لعب مع ديترويت بيستونز من سنة 1985 إلى 1988، ثم لعب مع هيوستن روكتس من سنة 1988 إلى 1990، ثم لعب مع شيكاغو بولز في سنة 1991، ثم لعب مع سان أنطونيو سبرز في سنة 1993.

## روابط خارجية
- تشاك نيفيت على موقع إن بي أي (الإنجليزية)
- تشاك نيفيت على موقع سبورتس رفرنس (الإنجليزية)
- تشاك نيفيت على موقع كرة السلة الأوروبية.كوم (الإنجليزية)
- تشاك نيفيت على موقع كلية كرة السلة في سبورتس رفرنس.كوم (الإنجليزية)
- تشاك نيفيت على موقع ريلجم (الإنجليزية)
- تشاك نيفيت على موقع بروبوليرز (الإنجليزية)